# Lokomotiv Novossibirsk (volley-ball)
Maillots
Le VK Locomotiv ((ru) : волейбольный клуб Локомотив, Voleïbolny klub Locomotiv) est un club de volley-ball russe basé à Novossibirsk, et évoluant au plus haut niveau national (Superliga).

## Palmarès
- Ligue des champions (1)
  - Vainqueur : 2013

- Coupe de Russie (2)
  - Vainqueur : 2010, 2011

## Effectif de la saison 2013-2014
| No                                                                                    | Nom                                                                                   | Date de naissance                                                                     | Taille                       | Poids                        | Poste                        |
| ------------------------------------------------------------------------------------- | ------------------------------------------------------------------------------------- | ------------------------------------------------------------------------------------- | ---------------------------- | ---------------------------- | ---------------------------- |
| 1                                                                                     | Andreï Zoubkov                                                                        | 13 juillet 1981                                                                       | 201                          | 92                           | Passeur                      |
| 2                                                                                     | Lukáš Diviš                                                                           | 20 février 1986                                                                       | 202                          | 91                           | Réceptionneur-attaquant      |
| 3                                                                                     | Maksim Koulikov                                                                       | 6 mars 1992                                                                           | 204                          | 92                           | Central                      |
| 4                                                                                     | Artiom Volvitch                                                                       | 22 janvier 1990                                                                       | 213                          | 103                          | Central                      |
| 5                                                                                     | Anton Myssine                                                                         | 10 mars 1986                                                                          | 200                          | 99                           | Attaquant                    |
| 6                                                                                     | Konstantin Ossipov                                                                    | 7 mars 1992                                                                           | 194                          | 89                           | Passeur                      |
| 7                                                                                     | Arkadi Kozlov                                                                         | 30 janvier 1981                                                                       | 208                          | 100                          | Central                      |
| 8                                                                                     | Pavel Moroz                                                                           | 26 février 1987                                                                       | 205                          | 109                          | Attaquant                    |
| 11                                                                                    | Ilia Jiline                                                                           | 10 mai 1985                                                                           | 197                          | 92                           | Réceptionneur-attaquant      |
| 12                                                                                    | Aleksandr Boutko                                                                      | 18 mars 1986                                                                          | 198                          | 89                           | Passeur                      |
| 13                                                                                    | Valentin Goloubev                                                                     | 3 mai 1992                                                                            | 186                          | 82                           | Libero                       |
| 15                                                                                    | Oriol Camejo Durruty                                                                  | 22 juillet 1986                                                                       | 207                          | 94                           | Réceptionneur-attaquant      |
| 16                                                                                    | Anton Astachenkov                                                                     | 27 octobre 1981                                                                       | 201                          | 90                           | Central                      |
| 17                                                                                    | Nikolaï Leonenko                                                                      | 19 décembre 1984                                                                      | 200                          | 98                           | Réceptionneur-attaquant      |
| 18                                                                                    | Konstantin Sidenko                                                                    | 2 janvier 1974                                                                        | 196                          | 96                           | Libero                       |
|                                                                                       |                                                                                       |                                                                                       |                              |                              |                              |
| Encadrement technique                                                                 | Encadrement technique                                                                 |                                                                                       | Légende                      | Légende                      | Légende                      |
| Entraîneur : Andreï Voronkov                                                          | Entraîneur : Andreï Voronkov                                                          | Entraîneur : Andreï Voronkov                                                          | : Capitaine                  | : Capitaine                  | : Capitaine                  |
| Entraîneur(s) adjoint(s) : Claudio Rifelli Entraîneur(s) adjoint(s) : Ievgueni Mitkov | Entraîneur(s) adjoint(s) : Claudio Rifelli Entraîneur(s) adjoint(s) : Ievgueni Mitkov | Entraîneur(s) adjoint(s) : Claudio Rifelli Entraîneur(s) adjoint(s) : Ievgueni Mitkov | : Joueur blessé actuellement | : Joueur blessé actuellement | : Joueur blessé actuellement |

| Équipe type : Lokomotiv Novossibirsk (volley-ball)                                                               |
| \| Boutko · # 12 Camejo Durruty · # 15 Kozlov · # 7 Moroz · # 8 Diviš · # 2 Astachenkov · # 16 Sidenko · # 18 \| |
| Boutko · # 12 Camejo Durruty · # 15 Kozlov · # 7 Moroz · # 8 Diviš · # 2 Astachenkov · # 16 Sidenko · # 18       |

| Boutko · # 12 Camejo Durruty · # 15 Kozlov · # 7 Moroz · # 8 Diviš · # 2 Astachenkov · # 16 Sidenko · # 18 |